# Carbajales de la Encomienda
Carbajales de la Encomienda (en carballés Carbayales) es una localidad española del municipio de Espadañedo, en la provincia de Zamora, comunidad autónoma de Castilla y León.

## Topónimo
Podría derivar de la raíz carb- que significa "ramaje", "arbusto" de donde la voz carba, término de la etimología prerromana, significa "matorral espeso de roble".

## Historia
Durante la Edad Media, quedó integrado en el Reino de León, cuyos monarcas habrían acometido la repoblación de la localidad dentro del proceso repoblador llevado a cabo en el oeste zamorano.
Posteriormente, en la Edad Moderna, se integró en la provincia de las Tierras del Conde de Benavente y dentro de esta en la receptoría de Sanabria. No obstante, al reestructurarse las provincias y crearse las actuales en 1833, Carbajales pasó a formar parte de la provincia de Zamora, dentro de la Región Leonesa, quedando integrado en 1834 en el partido judicial de Puebla de Sanabria. En torno a 1850 se integró en el municipio de Espadañedo.

## Patrimonio
Esta pequeña población cuenta con un interesante conjunto urbano, en el que destaca la llamativa fuente a modo de rollo, la iglesia parroquial, la ermita y sus casas antiguas de piedra, con hornos semicirculares.
La iglesia parroquial de San Jorge, con elementos de estilo románico y cuyo origen se remonta a una antigua encomienda de la Orden de Malta, se encuentra en avanzado estado de ruina y forma parte de la Lista Roja del Patrimonio.

## Demografía
| 43            | 35 | 29 | 29 | 28 |
| (Fuente: INE) |    |    |    |    |